# Elwro 600
Elwro 600 – 8-bitowy mikrokomputer przeznaczony do prac biurowych i inżynierskich, który miał być produkowany przez Wrocławskie Zakłady Elektroniczne Mera-Elwro. Komputer powstawał na wydziale T10, pod kierownictwem Tadeusza Kultysa. Zostało wyprodukowanych tylko kilka egzemplarzy informacyjnych. Do budowy komputera wykorzystano procesor MCY 7880 (odpowiednik i8080). Projekt został porzucony. 
Elwro 600 miał być produkowany od przełomu lat 1985/1986 z planowaną produkcją łączną (z Elwro 500) w pierwszych latach 2500 sztuk, a docelowo 10000.

## Dane
- jednostka centralna:
  - procesor: 8080
  - pamięć stała (ROM): 8 kB
  - pamięć operacyjna (RAM): 64 kB
  - 4 równoległe, 8 bitowe kanały we/wy
  - 1 kanał szeregowy (opcja)
  - 8 poziomów przerwań
- pamięć masowa: 2 lub 4 napędy dysków elastycznych 5 1/4" pojemności dysku ok. 75 kB (dysk jednostronny, pojedyncza gęstość)
- monitor: 25 wierszy po 80 znaków, grafika 480 × 200, Neptun 156.
- drukarka: polskiej produkcji - typ D-100 produkcji Mera-Błonie
- system operacyjny: zgodny z CP/M (EMOS).

### Inne
Według jednego ze źródeł miał mieć 4 porty równoległe. Miał być profesjonalnym komputerem osobistym "dla sekretarki, inżyniera, naukowca i nauczyciela".
System operacyjny komputera to EMOS. Różnica jest natomiast w ROMie - w porównaniu do poprzedniego miał program monitorujący (Rezydentalny Program Sterujący). Program monitorujący sprawdzał zawartość pamięci operacyjnej, rejestry, nadzorował funkcje związane z dyskietkami (odczytywał programy z dyskietki oraz zajmował się funkcjami dotyczącymi formatowania).
Format zapisu dyskietek zgodny z IBM 3740 (mimo zastosowania zamiast 8 calowych, dyskieteki 5,25 cala), a system dyskowy EMOS 1.0.